# Steven Severin
Pour les articles homonymes, voir Severin et Bailey.
Steven Severin [ˈstiːvən ˈsɛvəɹɪn] (de son vrai nom Steven Bailey) est un compositeur britannique né le 25 septembre 1955 à Highgate (Royaume-Uni). Son instrument de prédilection est la basse.
Il est l'un des deux membres fondateurs du groupe de rock britannique Siouxsie and the Banshees. Depuis la séparation du groupe en 1996, Severin poursuit une carrière en solo. Il a publié plusieurs albums instrumentaux sur son propre label : RE.

## Biographie
Adolescent, Steven écoute David Bowie, Can et Captain Beefheart. En 1974, il rencontre Siouxsie lors d'un concert de Roxy Music. En 1976, ils suivent les premiers pas des Sex Pistols. La journaliste Caroline Coon les surnomme rapidement le Bromley Contingent parce que ces jeunes gens viennent tous pour la plupart de Bromley, une ville située à la périphérie de Londres.
Le 20 septembre 1976, Siouxsie et Severin forment à leur tour un groupe Siouxsie and the Banshees et donnent leur premier concert au 100 Club Punk Festival à Londres, avec Sid Vicious à la batterie. Steven se fait alors appeler « Steve Havoc » avant de choisir « Steven Severin » comme nom de scène définitif, en référence au personnage nommé dans la chanson Venus in Furs du Velvet Underground. 
Le jeu de basse de Severin évolue rapidement pour s'inscrire dans la droite lignée de celui d'Holger Czukay de Can. En 1978, les Banshees sortent leur premier album, The Scream. 
En 1983, les Banshees se scindent en deux. Siouxsie et le batteur Budgie consacrent une partie de leur temps à leur deuxième groupe The Creatures pendant que Severin monte le projet parallèle The Glove avec Robert Smith, le chanteur de The Cure qui est également à cette époque le guitariste des Banshees. Les deux comparses sortent un album psychédélique, Blue Sunshine. 
En avril 1996, Siouxsie and the Banshees officialisent leur séparation et Severin annonce le début de sa carrière solo. 
En 1999, Severin sort son premier disque solo, Visions, un album instrumental où on peut percevoir les influences de musiciens comme Philip Glass ou Aphex Twin. Il publie par la suite d'autres albums, Maldoror en 1999, The Woman in the Dunes en 2000, Beauty & the Beast en 2005 et Music for Silents en 2008. 
En 2010, il enregistre Blood of a Poet (Le Sang d'un Poète) pour le label Cold Spring : c'est une musique composée pour être jouée sur un film muet de Jean Cocteau datant de 1930.

## Discographie solo
- Visions (1998)
- Maldoror (1999)
- The Woman in the Dunes (2000)
- UnisexDreamSalon (2001)
- London Voodoo (Original Soundtrack) (2004)
- Beauty & The Beast (2005)
- Nature Morte (Original Soundtrack) (2006)
- Music for Silents (2008)
- Eros Plus Massacre (2009)
- Blood of a Poet (2010)
- Vampyr (2011)

## Filmographie
- 1983 : Nocturne (DVD live de Siouxsie and the Banshees)
- 1989 : Visions of Ecstasy
- 2004 : London Voodoo
- 2004 : The Purifiers
- 2005 : The Making of 'London Voodoo' (vidéo)
- 2005 : 11 septembre courage sur le vol 93 (The Flight That Fought Back) (TV)
- 2006 : Nature Morte